# Vilhelm Thuesen
Niels Ferdinand Theodor Otto Vilhelm Thuesen (25. marts 1868 i Nyborg – 17. maj 1925) var en dansk tobaksfabrikant, far til Kai Thuesen.
Han oprettede i 1895 en cigarfabrik i Aarhus under Firma Vilhelm Thuesen, Aarhus Cigarfabrik. Fra 1. januar 1899 var han tillige direktør for A/S J.E. Schmalfelds Fabriker. Han blev efterfulgt på posten af sin søn.
Han blev gift 24. september 1897 i Nyborg med Elna Enevoldsen.